# El Misti
El Misti, noto anche come “Guagua-Putina” è uno stratovulcano situato nel Perù meridionale, vicino alla città di Arequipa. Con la sua cima innevata in inverno e il cono simmetrico, El Misti spicca per 5.822 m sul livello del mare e giace tra il monte Chachani e il vulcano Pikchu Pikchu.

## Descrizione
La sua ultima eruzione è stata nel 1985. El Misti ha tre crateri concentrici. Nel cratere interno può esser vista attività di fumarola. Vicino al cratere interno nel 1998 furono trovate sei mummie e rari reperti Inca, durante uno scavo diretto dagli archeologi Johan Reinhard e Jose Antonio Chavez. Questi manufatti sono attualmente conservati al «Museo de Santuarios Andino» di Arequipa.
Ci sono due percorsi principali per scalare il vulcano; quello «Pastores», che è il più usato, parte da 3.300 m. L'altro, «Aguada Blanca», parte da 4.000 m. Nessuno dei due presenta difficoltà tecniche, ma entrambi sono considerati ardui a causa della forte pendenza.

## Etimologia e storia
Il nome proviene dalle lingue quechua o dallo spagnolo e significa "misto", "meticcio" o "bianco" e potrebbe riferirsi al manto nevoso. Il nome indigeno è Putina e significa "montagna che bolle". Il nome aymara è Anuqara e significa "cane". Altri nomi del vulcano sono Guagua-Putina, El Volcan, San Francisco e Volcan de Arequipa.
La regione cominciò ad essere occupata circa 1500 anni fa. Non è chiaro se gli inca siano stati i primi o se le culture precedenti abbiano avuto un ruolo, ma all'arrivo degli spagnoli l'area era già densamente popolata. Le popolazioni precolombiane costruirono canali, strade ed edifici nell'area dove oggi si trova Arequipa. La città stessa fu fondata il 15 agosto 1540. 
Secondo Cumin 1925, nel cratere erano presenti tre piccole strutture artificiali di origine sconosciuta. Le piattaforme cerimoniali inca sulla cima, associate a sacrifici umani, furono probabilmente distrutte dalle attività umane intorno al 1900 d.C.. Nel 1893 il professor S. I. Bailey dell'Osservatorio dell'Harvard College installò sul Misti la stazione meteorologica più alta del mondo. Un'altra stazione meteorologica, denominata "Stazione del Monte Bianco", fu installata alla base del vulcano. All'epoca era il luogo più alto e permanentemente abitato della Terra.